# Kudinopasternakia siegi
Kudinopasternakia siegi is een naaldkreeftjessoort uit de familie van de Sphyrapodidae. De wetenschappelijke naam van de soort is voor het eerst geldig gepubliceerd in 1989 door Viskup & Heard.